# جزيئات فوتونية
الجزيئات الفوتونيّة هي حالة نظريّة طبيعيّة للمادة والتي يمكننا إنتاجها صناعيًا، إذ ترتبط فيها الفوتونات ببعضها لتكوّن جزيئات. وقد وضِعَت نظريّة الجزيئات الفوتونيّة للمرة الأولى عام 2007.
تتشكّل الجزيئات الفوتونيّة عند تفاعل الفوتونات الأحاديّة -والتي تكون بلا كتلة- مع بعضها بقوّة، فتبدو وكأنّها تمتلك كتلة. بتعريفٍ آخر، -وهو غير مكافئ- فإنّه بإمكان الفوتونات المحصورة بمستويين أو أكثر من التجاويف البصريّة المقترنة إعادة إنتاج الحالة الماديّة لتجاويف الطاقة الذريّة المتفاعلة، والتي توصف بأنّها جزيئات فوتونيّة.

## البُنية
ضُخَّت ذرات الروبيديوم الغازيّ إلى حجرة الفراغ، بُرِّدَت السحابة الغازيّة باستخدام الليزر إلى عدّة درجاتٍ فوق الصفر المطلق، وباستخدام نبضات ليزر ضعيفةً، قُذِف عدد قليل من الفوتونات إلى داخل السحابة.
تُثير طاقة الفوتونات عند دخولها إلى السحابة الذرات على طول طريقها، ما يُفقِدُ الفوتونات سرعتها. داخل السحابة، تقترن الفوتونات بشكلٍ متفرقٍ لتتفاعل الذرات بقوّة، بحالةٍ مُثارةٍ جدًا تُعرَف بحالة (رايدبرغ – Rydberg). يؤدي هذا إلى تصرّف الفوتونات كجسيماتٍ ضخمةٍ مع تفاعلٍ تبادليّ قويّ (جزيئات فوتونيّة). في النهاية تغادر الفوتونات السحابة مع بعضها كفوتوناتٍ طبيعيّة (عادةً متشابكة بأزواج).
ينتج هذا التأثير عن ما يُدعى بحالة رايدبرغ، والتي تقوم -في حالة الذرة المُثارة- بمنع الذرات المجاورة من الاستثارة بنفس الدرجة.
في هذه الحالة، عند دخول فوتونين إلى سحابة الذرة، يُثير الأول ذرة، مفنيًا نفسه في التفاعل، ولكنّ الطاقة الناتجة يجب أن تنتقل بسرعة إلى داخل الذرة المُثارة قبل أن يستطيع الفوتون الثاني إثارة الذرات المجاورة. في الواقع، يدفع الفوتونان بعضهما البعض عبر السحابة حيث تُمَرّر طاقتهما من ذرةٍ إلى أخرى، ما يجبرهما على التفاعل.
يُحقّق هذا التفاعل الفوتونيّ عن طريق التفاعل الكهرومغناطيسيّ بين الفوتونات والذرات.

## تطبيقاتٌ محتملة
يشير التفاعل بين الفوتونات إلى إمكانيّة توظيف هذا التأثير لبناء نظامٍ يمكنه الحفاظ على المعلومات الكموميّة، ومعالجتها باستخدام العمليات المنطقيّة الكموميّة. يمكن استخدام النظام في العمليات الحاسوبيّة الكلاسيكيّة، نظرًا للطاقة المتدنية المطلوبة للتلاعب بالإلكترونات والفوتونات.
يمكن تنظيم الجزيئات الفوتونيّة بطريقةٍ داخل المركز، إذ تُشكِّل هياكل أكبر، ثنائيّة الأبعاد -مشابهةً للرسومات-.

## الفجوات البصريّة المتفاعلة كالجزيئاتٍ الفوتونيّة
استُخدِم المصطلح “الجزيئات الفوتونيّة” منذ عام 1998 فيما يتعلّق بظاهرة غير متصلةٍ، تخصّ التجاويف الدقيقة المتفاعلة كهرومغناطيسيًا.
إنّ خصائص حالات الفوتون الكميّ المحصور في التجاويف الدقيقة والنانويّة متشابهةٌ إلى حدٍّ كبيرٍ مع حالة الإلكترونات المحصورة في الذرات.
ونتيجةً لهذا التشابه، يمكن أن يُطلَق على الفجوات البصريّة الدقيقة مصطلح “الذرات الفوتونيّة”. وإذا أخذنا هذا القياس إلى أبعد من ذلك، فإنّ مجموعةً من عدّة ذراتٍ فوتونيّة مقترنة بشكلٍ متبادل تُشكِّل جزيئًا فوتونيًا.
عندما توصَل الذرات الفوتونيّة الفرديّة إلى الجوار القريب، فإنّ أنماطها البصريّة تتفاعل وتؤدي إلى ظهور سلسلةٍ من الصيغ الفائقة الهجينة للجزيئات الفوتونيّة.
يشبه هذا إلى حدٍّ كبير ما يحدث عندما يقترن نظامان معزولان، مثل اثنين من المدارات الذريّة الهيدروجينيّة المقترنة لتشكيل المدارات المترابطة وغير المترابطة لجزيء الهيدروجين، وهي عبارة عن صيغٍ فائقةٍ هجينة لنظامين مقترنين. يمكن لقطعة بحجم ميكرومتر من أشباه الموصلات أن تحبس الفوتونات بداخلها بطريقةٍ تجعل من تصرّف الفوتونات مشابهًا لتصرّف الإلكترونات في ذرة.
تصف رسائل المراجعات الفيزيائيّة (PRL) طريقةً لربط اثنين من” الذرات الفوتونيّة “معًا. ينتج عن هذه العلاقة الوثيقة “جزيء فوتونيّ”، تحمل صيَغَه البصريّة تشابهًا قويًا مع الحالات الإلكترونيّة لجزيء ثنائيّ الذرة -مثل الهيدروجين-. الجزيئات الفوتونيّة -والتي سُمِّيَت قياسًا إلى الجزيئات الكيميائيّة- هي مجموعات من التجاويف الدقيقة المتموضِّعة بالقرب من بعضها والمتفاعلة كهرومغناطيسيًا، أو يمكننا أن نطلق عليها اسم ذراتٍ فوتونيّة.
ظهرت التجاويف الدقيقة المُقترنة بصريًا كهيكلٍ فوتونيّ مع خصائص واعدة للتحري عنها في العلوم الأساسيّة، وكذلك للتطبيقات.
أُنجِز أول إدراكٍ فوتونيّ لنظامٍ ثنائيّ المستوى لجزيءٍ ضوئيّ على يدي سبيرو وزملائه، الذين استخدموا الألياف البصريّة لتحقيق رنانات الحلقة، رغم أنّهم لم يستخدموا مصطلح “جزيء فوتوني”.
قد تكون الصيغتان اللتان تشكِّلان الجزيء هما صيغ الاستقطاب في الحلقة، أو صيغ الحلقة التي باتجاه عقارب الساعة وعكس عقارب الساعة. يتبع ذلك تظاهرة جزيء فوتونيّ يشبه ليفًا معدنيًا، ومستوحاة من التشابه مع جزيء بسيطٍ ثنائيّ الذرة. مع ذلك، فقد اقتُرِحَت هياكل جزيئاتٍ فوتونيّة أخرى مستوحاة من الطبيعة -مثل “البنزين الفوتونيّ”- وظهرت بهدف دعم الأنماط البصريّة المحصورة، والتي تشبه إلى حدٍّ بعيد المدارات الجزيئيّة الأرضيّة لنظيراتها الكيميائيّة.
تقدّم الجزيئات الفوتونيّة مزايا أكثر من الذرات الفوتونيّة المعزولة في مجموعةٍ متنوعةٍ من التطبيقات، بما في ذلك الاستشعار الحيويّ (البيولوجيّ)، والميكانيكا البصريّة، والليزر الدقيق. كما يمكن استخدام الجزيئات الفوتونيّة بمثابة محاكياتٍ كميّةٍ لفيزياء الجسم، وكتل بناءٍ لشبكات معالجة المعلومات الكميّة البصريّة المستقبليّة.